# Universitat de Montpeller
La Universitat de Montpeller és una de les més antigues universitats de França, la ciutat va ser un dels principals centres del saber de l'edat mitjana. Va ser fundada el 1220 pel  cardenal Conrad i confirmada pel Papa Nicolau IV a una butlla en 1289. Va ser suprimida durant la Revolució Francesa i restablerta el 1896.
Actualment, Montpeller té tres universitats hereues de la pionera i amb diverses escoles politècniques superiors, públiques i privades. Tanmateix, es troba a esborrany (2009) el projecte per unificar els campus en una gran universitat.

## Universitat Montpeller I
Està localitzada al centre de la Regió Llenguadoc-Rosselló, va ser fundada el 1289. Aproximadament amb 26.000 estudiants. li ha correspost el maneig de les àrees del saber que representen les seves facultats o Unitats de Formació i Investigació (UFR).
Compte amb:
- Set Unitats de Formació i Investigació (UFR)
  - Dret
  - Ciències Econòmiques
  - Administració Econòmica i Social
  - Medicina
  - Farmàcia
  - Odontologia
  - Ciències
  - Tècniques d'Activitats Físiques i Esportives
- Dos instituts
  - Institut de Ciències Empresarials i de Direcció
  - Institut de Preparació a l'Administració General

## Universitat Montpeller II
Encarregada de les àrees tècniques i tecnològiques, té prop de 50 laboratoris que es reagrupen en 10 departaments d'investigació, on treballen més de 2.500 persones.
Hi participen també més de 15.000 estudiants en 7 unitats:
- Unitat de Formació en Investigació de les Ciències (Facultat de Ciències)
- Institut Universitari de Formació de Mestratges (IUFM)
- 3 Instituts Universitaris de Tecnologia
  - IUT de Montpeller
  - IUT de Nîmes
  - IUT de Besiers que ofereixen 13 especialitats
- Escola Politècnica Universitària de Montpeller (l'Ecole Polytechnique Universitaire de Montpeller - POLYTECH'M)
- Institut de competències científiques i d'administració (l'Institut d'Administration des Empreses-IAE)

## Universitat Montpeller III
Universitat Montpeller III també anomenada Universitat Paul-Valéry, amb campus universitaris a Montpeller i en Beziers té prop de 16.000 estudiants (el 2008). Ofereix llicenciatures, llicenciatures professionals i màsters, a més de múltiples convenis de formació amb universitats de diverses nacionalitats.

## Alumnes famosos
- Guillaume-Antoine Olivier (1756-1814), entomòleg i etnòleg
- Amédée Borrel (1867-1936), metge i biòleg
- Ramon Llull (1232-1316), escriptor, filòsof, místic, teòleg, professor i missioner.